# Разведывательное сообщество Бангладеш
Разведывательное сообщество Бангладеш — собирательный термин для обозначения государственных организаций Бангладеш, которые ведут деятельность в области разведки и контрразведки. Включает в себя:
- Национальную службу безопасности (NSI);
- Специальный отдел (SB);
- Директорат военной разведки (DGFI).

Хотя их роль и структура четко определена и регулируется законом, разведывательное сообщество Бангладеш неоднократно обвинялось в СМИ в связях с террористическими группировками и иностранными спецслужбами.. Во время военных режимов Зиаура Рахмана и Х. М. Эршада спецслужбы Бангладеш принимали активное участие в подавлении политической оппозиции.
В 1990-х и начале 2000-х, выдвигались обвинения против бангладешских спецслужб по поводу их предполагаемых связей с ISI и поддержке сепаратистских антииндийских группировок, таких, как Объединённый фронт освобождения Ассама и исламских террористических организаций, такие как Харкат-уль-Джихад-аль-Исламия.

## История
Структура и функции разведывательного сообщества Бангладеш в основном унаследованы от разведывательных учреждений, которые функционировали во время британского колониального режима и периода существования Восточного Пакистана, таких как Разведывательное бюро и ISI. Во время войны за независимость Бангладеш 1971, партизанские отряды «мукти-бахини» сформировали свою разведывательную сеть, которая, в частности, обеспечивала взаимодействие с подразделениями индийской армии..

## Национальная служба безопасности
Национальная служба безопасности является главной спецслужбой, отвечающей за внутреннюю безопасность, внешнюю разведку и контрразведку. Подчиняется непосредственно премьер-министру Бангладеш и управляется из канцелярии премьер-министра.

## Специальный отдел
Основные задачи этой организации — регистрация и контроль над иностранцами, иммиграционный контроль, обеспечение защиты VIP-персон. Является единственной спецслужбой Бангладеш, которая работает одновременно на стратегическом, оперативном и тактическом уровнях . Подчиняется непосредственно премьер-министру Бангладеш.

## Директорат военной разведки
Орган военной разведки, который ведёт сбор информации для нужд обороны страны. В административном плане — единая организация, имеет специализированные подразделения для обслуживания армии, военно-морского флота и военно-воздушных сил. Кроме того, занимается отслеживанием ситуации в армии для предотвращения попыток военных переворотов.